# L.E.O
L.E.O（リオ、朝鮮語: 리오、1980年6月22日 - ）は、大韓民国のヒップホップアーティストである。ハワイ州ホノルル出身。

## 来歴
1998年、Leo Kekoa(リオケイコア)という名前で活動していた彼は2人組みユニット「ⅡMC」のメンバーとしてデビュー。しかし、翌年の1999年に解散。2001年、2人組みユニット「Ill Skillz」のメンバーとして活動。しかし、2004年に相方のMake-1が軍に入隊し「Ill Skillz」は自然消滅となった。このときからLeo Kekoaはソロ活動を開始。2007年にアルバム「Ill Skill」でソロデビュー。2008年10月にMC SniperのレーベルであるSniper Soundと契約を結び、名前もL.E.Oに改名した。

## エピソード
- 大学生までハワイと韓国を往復する生活をしていた。
- セカンドアルバムではイ・ヒョンドやSS501のキム・ヒョンジュンなどがフィーチャリングで参加している。

## 楽曲
- 2007年 - 第1集 Kekoa Leo『Ill Skill』Seoul Records Kr、2007年2月1日。JAN 8804775026089。
- 2008年 - デジタルシングル クリスマスジンクス
- 2009年 - 第2集 黒帯
- 2010年 - 第3集 宝島